# Sulejman Delvina
Sulejman Delvina (1884 - 1933) est un homme politique albanais, Premier ministre en 1920.